# جلبر
جلبر، روستایی است از توابع بخش مرکزی شهرستان ارومیه و در شهرستان ارومیه استان آذربایجان غربی ایران. مردم این روستا از ایل افشار گندزلو هستند و به زبان ترکی آذربایجانی صحبت می‌کنند. دین آنها اسلام و مذهب آنها شیعه است.

## جمعیت
این روستا در دهستان دول قرار داشته و بر اساس سرشماری سال ۱۳۸۵ جمعیت آن ۳۳۰ نفر (۸۴ خانوار)
بوده‌است.